# Jean-Pierre Ponnelle
Jean-Pierre Ponnelle est un metteur en scène, décorateur et costumier d’opéra français né le 19 février 1932 à Paris et mort le 11 août 1988 à Munich.

## Biographie
Jean-Pierre Ponnelle est né à Paris le 19 février 1932. Son père Pierre Ponnelle était journaliste et marchand de vin. Sa mère Mia, chanteuse d’opérette. Après la seconde guerre mondiale, Jean-Pierre Ponnelle fait des études au lycée français de Baden-Baden.
C’est à Baden-Baden qu’il a ses premiers contacts avec la musique contemporaine. Après son baccalauréat en 1948, il étudie la littérature, la philosophie et l’histoire de l’art à Strasbourg et en Sorbonne, puis plus tard la mise en scène à Berlin.
En 1952, le compositeur Hans Werner Henze le sollicite pour la réalisation des décors de son premier opéra Boulevard Solitude à Hanovre. En 1956 à Berlin ce sera au tour du Roi Cerf.
En 1957, Jean-Pierre Ponnelle épouse l’actrice Margit Saad du Theater Baden–Baden.
En 1962 il signe sa première mise en scène, celle de Tristan und Isolde, à Düsseldorf et acquiert la réputation de "privilégier la beauté visuelle". Il assure l'aspect théâtral comme les décors et les costumes.
Après avoir travaillé en France avec Jean Cocteau et Fernand Léger, il collabore avec Herbert von Karajan au Festival de Salzbourg. 
Il mettra en scène de nombreux films d’opéra : Madame Butterfly, Le Barbier de Séville, La Cenerentola, Rigoletto, Les Noces de Figaro, Così fan tutte, etc.
Ses productions montées dans les plus grandes maisons d’opéra du monde font date et sont citées en exemple jusque dans le Larousse.
Consacré aux États-Unis et en Allemagne notamment, il collabore avec les plus grands artistes internationaux de son temps : Plácido Domingo, Luciano Pavarotti, Claudio Abbado, Kiri Te Kanawa, Herbert von Karajan, Nikolaus Harnoncourt, Dietrich Fischer-Dieskau, Daniel Barenboim, Patrice Chéreau, Alain Lombard, etc.
Son fils, Pierre-Dominique Ponnelle, est chef d'orchestre.
Décédé le 11 août 1988 à Munich, Jean-Pierre Ponnelle est inhumé au cimetière du Père-Lachaise (49e division) à Paris.
Au moment de sa disparition, il devait prendre la direction des spectacles de l'Opéra Bastille à Paris.

## Décoration
- Officier de l'ordre des Arts et des Lettres (1987)[6]

## Opéras filmés
- (1972) Gioachino Rossini, Il barbiere di Siviglia - chef d'orchestre: Claudio Abbado, Orchestra del Teatro alla Scala; Teresa Berganza, Hermann Prey, Luigi Alva, Enzo Dara, Paolo Montarsolo. Film d'opéra, enregistrement: Salzburg, 1972. (Deutsche Grammophon, DVD 0440 073 40073).
- (1974) Giacomo Puccini, Madama Butterfly - chef d'orchestre: Herbert Von Karajan, Wiener Philharmoniker; Mirella Freni, Placido Domingo, Christa Ludwig. Film d'opéra, enregistrement: Berlin, 1974. (Deutsche Grammophon, DVD 00440 073 4037).
- (1975) Carl Orff, Carmina Burana - chef d'orchestre: Kurt Eichhorn, Münchner Rundfunkorchester; Lucia Popp, John van Kesteren, Hermann Prey. Film d'opéra, enregistrement: Bavaria Film- und Fernsehgesellschaft, München, 1975. (BMG, DVD 74321 852859).
- (1976) Wolfgang Amadeus Mozart, Le Nozze di Figaro -  chef d'orchestre: Karl Böhm, Wiener Philharmoniker; Hermann Prey, Mirella Freni, Dietrich Fischer-Dieskau, Kiri Te Kanawa, Maria Ewing, Paolo Montarsolo. Film d'opéra, enregistrement: London, 1976. (Deutsche Grammophon, DVD 0440 073 4034 9).
- (1976) Giuseppe Verdi, Falstaff - chef d'orchestre: Sir John Pritchard, London Philharmonic & Glyndebourne Chorus; Donald Gramm, Benjamin Luxon, Kay Griffel, Elizabeth Gale, Nucci Condò, Reni Penková. Enregistrement en direct: Glyndebourne Festival, 1976. (Arthaus, DVD 101 083).
- (1978) Claudio Monteverdi, L'Orfeo - chef d'orchestre: Nikolaus Harnoncourt, Concentus Musicus, Philippe Huttenlocher, Trudeliese Schmidt, Roland Hermann. Film d'opéra, enregistrement: Opernhaus Zürich, 1978. (Deutsche Grammophon, DVD 44007 34163).
- (1979) Claudio Monteverdi, Il ritorno d'Ulisse in patria - chef d'orchestre: Nikolaus Harnoncourt, Concentus Musicus, Werner Hollweg, Trudeliese Schmidt, Francisco Araiza, Simon Estes. Film d'opéra, enregistrement: Opernhaus Zürich, 1979. (Deutsche Grammophon, DVD 44007 34268).
- (1979) Claudio Monteverdi, L'incoronazione di Poppea - chef d'orchestre: Nikolaus Harnoncourt, Concentus Musicus, Rachel Yakar, Eric Tappy, Trudeliese Schmidt, Matti Salminen, Janet Perry. Film d'opéra, enregistrement: Opernhaus Zürich, 1979. (Deutsche Grammophon, DVD 44007 34174).
- (1980) Wolfgang Amadeus Mozart, La Clemenza di Tito - chef d'orchestre: James Levine, Wiener Philharmoniker; Tatiana Troyanos, Carol Neblett, Catherine Malfitano, Eric Tappy, Anne Howells. Film d'opéra, enregistrement: Roma, 1980. (Deutsche Grammophon, DVD 44007 34128).
- (1981) Gioachino Rossini, La Cenerentola - chef d'orchestre: Claudio Abbado; Orchestra del Teatro alla Scala, Frederica Von Stade, Paolo Montarsolo, Francisco Araiza, Margherita Guglielmi, Claudio Desderi. Film d'opéra, enregistrement: Wien, 1981. (Deutsche Grammophon 00440 073 4096).
- (1982) Wolfgang Amadeus Mozart, Idomeneo, re di Creta, chef d'orchestre: James Levine, The Metropolitan Opera Orchestra and Chorus; Luciano Pavarotti, Ileana Cotrubas, Hildegard Behrens, Frederica von Stade, John Alexander. Enregistrement en direct: Metropolitan Opera, New York, 1982. (Deutsche Grammophon, DVD 0440 073 4234 3 GH 2).
- (1982) Wolfgang Amadeus Mozart, Die Zauberflöte, chef d'orchestre: James Levine, Wiener Philharmoniker; Ileana Cotrubas, Edita Gruberová, Peter Schreier, Martti Talvela. Enregistrement en direct: Salzburger Festspiele, 1982. (TDK, DVD 24121 00125).
- (1983) Jules Massenet, Manon - chef d'orchestre: Ádám Fischer, Wiener Staatsoper; Edita Gruberová, Francisco Araiza, Pierre Thau, Hans Helm. Enregistrement en direct: Wiener Staatsoper, 1983. (Deutsche Grammophon, DVD 0440 073 4096).
- (1983) Giuseppe Verdi, Rigoletto - chef d'orchestre: Riccardo Chailly, Wiener Philharmoniker; Edita Gruberová, Luciano Pavarotti, Ingvar Wixell. Film d'opéra, enregistrement: Mantova, Cremona, Sabbioneta, Parma & Acquanegra, 1982. (Deutsche Grammophon, DVD 0714019).
- (1983) Richard Wagner, Tristan und Isolde - chef d'orchestre: Daniel Barenboim, Orchester der Bayreuther Festspiele; René Kollo, Johanna Meier, Matti Salminen, Hermann Becht, Hanna Schwarz. Enregistrement en direct: Bayreuther Festspiele, 1983. (Deutsche Grammophon DVD 44007 34321).
- (1985) Paul Hindemith, Cardillac - chef d'orchestre: Wolfgang Sawallisch, Bayerisches Staatsorchester; Donald McIntyre, Robert Schunk, Doris Soffel, Josef Hopferwieser. Enregistrement en direct: Nationaltheater, München, 1985. (Deutsche Grammophon, DVD 00440 073 4324)
- (1986) Wolfgang Amadeus Mozart, Mitridate, re di Ponto - chef d'orchestre: Nikolaus Harnoncourt, Concentus Musicus; Gösta Winbergh, Ann Murray, Yvonne Kenny. Film d'opéra, enregistrement: Vicenza, Teatro Olimpico, 1986. (Deutsche Grammophon, DVD 00440 073 4127).
- (1986) Gioachino Rossini, L'Italiana in Algeri - chef d'orchestre: James Levine, The Metropolitan Opera Orchestra and Chorus; Marilyn Horne, Paolo Montarsolo. Enregistrement en direct: Metropolitan Opera, New York, 1986. (Deutsche Grammophon, DVD 0440 073 4261).
- (1988) Wolfgang Amadeus Mozart, Così fan tutte - chef d'orchestre: Nikolaus Harnoncourt, Wiener Philharmoniker; Edita Gruberová, Teresa Stratas, Luis Lima, Ferruccio Furlanetto, Delores Ziegler, Paolo Montarsolo. Film d'opéra, enregistrement: Bavaria Film- und Fernsehgesellschaft, München, 1988. (Deutsche Grammophon 0440 073 4237).

## Œuvres graphiques ou picturales

### Peintures
- (1960) Triptyque de Baden-Baden

### Illustrations d'ouvrage
- Daniel Mauroc, Contre-amour, éditions de Minuit, 1954 - Préface d'Albert Camus, illustrations de Jean-Pierre Ponnelle[7].